# 카라멜 (밴드)

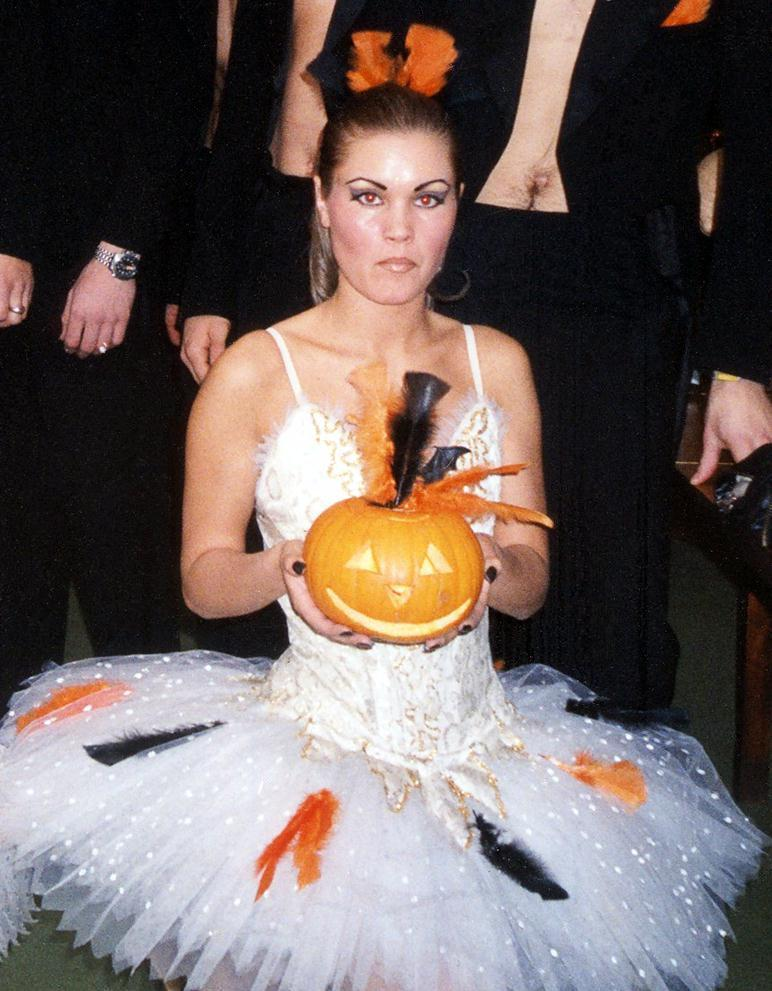

카라멜(Caramell)은 가수 2명 (카치아 뢰브그렌, 말린 순스트럼)과 프로듀서 2명 (조르지 바스콘셀로, 유하 뮐릴레)로 이루어진 스웨덴의 가수 그룹이다. 칠레 출신으로 알려진 조르지 바스코 바스콘셀로(Jorge "Vasco" Vasconcelo)와 핀란드 출신의 유하 밀보이 뮐륄레(Juna "Millboy" Myllylä)를 제외한 나머지 두 사람은 스웨덴 사람이다. 카라멜은 2002년에 해체했으나, 2008년 〈카라멜단센〉이 뒤늦게 성공하면서 '카라멜라 걸스' (Caramella Girls)라는 이름으로 재구성을 하게 되었다. 2011년 3월 싱글 앨범인 《부기 밤 댄스》(Boogie Bam Dance)를 발매하였다.

## 음반

### 앨범
- 《뒤섞인 행복》 (Gott och Blandat) (1999년 발매)
- 《정말 좋은 맛》 (Supergott) (2001년 11월 발매)

### 싱글 앨범

#### 해체 이전
- 〈네가 나라면〉 (Om du var min, 1999년 5월 12일 발매)
- 〈방과 후〉 (Efter Plugget, 1999년 6월 18일 발매)
- 〈너를 보는 나〉 (Jag ser på dig, 1999년 9월 10일 발매)
- 〈터져버릴 거야 (다이너마이트처럼)〉 (Explodera (Som Dynamit), 1999년 11월 26일 발매)
- 〈이름이 뭐예요?〉 (Vad heter du?, 2001년 발매)
- 〈우와, 밤이 새도록〉 (Ooa hela natten, 2002년 2월 25일 발매)
- 〈절친들〉 (Allra Bästa Vänner, 2002년 4월 18일 발매)